# Valentina Limani
Valentina Limani (* 2. Februar 1997) ist eine deutsch-kosovarische Fußballspielerin.

## Karriere

### Vereine
Limani rückte zur Saison 2013/14 in die zweite Frankfurter Mannschaft auf, spielte aber parallel dazu auch noch in der B-Juniorinnen-Bundesliga. Ihr erstes Ligator erzielte sie am 30. November 2014 bei einem 7:4-Sieg über die Reserve der TSG 1899 Hoffenheim. Zwei Wochen später debütierte sie beim 4:0-Sieg im Auswärtsspiel gegen den MSV Duisburg in der Bundesliga. Sie spielte für den FFC Frankfurt II, gehörte gelegentlich dem Kader der Erstligamannschaft an und kam zweimal als Einwechselspielerin für diese zum Einsatz. Im Sommer 2024 schloss sie sich dem Erstligaaufsteiger 1. FFC Turbine Potsdam an.

### Nationalmannschaft
Limani war Teil der Startelf beim ersten Länderspiel der kosovarischen Fußballnationalmannschaft, das am 1. März 2017 im Rahmen des Alanya-Cups gegen Polen ausgetragen wurde.